# Sebastião Maria do Carmo Pereira da Cunha e Castro
Sebastião Maria do Carmo Filomena Pereira da Cunha e Castro Lobo (9 de Fevereiro de 1850 - 16 de Setembro de 1896) ou simplesmente Sebastião Pereira da Cunha como era assim que assinava, fidalgo-cavaleiro da Casa Real, deputado da Nação, morador no palácio e castelo de Portuzelo na freguesia de Santa Marta de Portuzelo e 11.º senhor da Casa Grande em Paredes de Coura, foi um político e poeta português.
Era convicto "legitimista" como seu pai.
Terá sido um dos últimos poetas românticos, reuniu várias vezes em sua casa, Guerra Junqueiro, António Feijó e outros desse movimento romântico, e terá se exprimido através de um lirismo historicizante.
Ppr altura do seu falecimento a revista O Occidente dedica-lhe as seguintes palavras:
- “Sebastião Pereira da Cunha era uma d’estas figuras que se impunham pela forma insinuante da voz, pela naturalidade do gesto e pelo olhar franco, leal, digno; e o modo elegante de dizer era sublinhado por um jogo de phisionomia tão expontaneo que, agradando, deliciava e interessava todos os que fruíam o encanto de com elle privarem".[6][7]

## Obra
- «Saio de Malha», drama (1893).[8]
- «Martim de Freitas» (1887).[9]
- «A Cidade Vermelha», poema hispano-árabe (1894).[8]
- «Serões de Portuzelo (1928)».[4]

Ainda terá escritos «Primeiro Alvor», a «Tarde de um César», o poemeto «Heroes d’Africa (1895)» e «Minho».
Dirigiu a publicação literária e científica Pero Gallego, ao lado de Alberto da Rocha Páris e de João Caetano da Silva Campos. Dirigiu e criou igualmente juntamente com os mesmos, em 1893, o jornal Bandeira Branca. Colaborou igualmente n´A Civilização, revista da estudantil da Imprensa da Universidade de Coimbra.

## Dados genealógicos
Filho de António Pereira da Cunha e Castro (Viana do Castelo, 9 de Abril de 1819 - Lisboa, 18 de abril de 1890), Fidalgo da Casa Real (Alvará de 4 de Fevereiro de 1825), senhor da Casa Grande e da Torre da Cunha em Paredes de Coura, do Morgado dos Lobos em Monção. Sócio do Instituto de Coimbra, membro do Conservatório Real de Lisboa, presidente da Sociedade Artística de Musica de Viana do Castelo, deputado da nação em 1856 (que não tomou posse por se recusar, como outros partidários de el-rei D. Miguel, em prestar o juramento estabelecido na Lei), casado em 26 de Abril de 1848 com D. Maria Ana Isabel Apolónia Machado de Mendonça Eça Castelo Branco (Palácio de Santo André, Lisboa, 9 de fevereiro de 1826 - Lisboa, 26 de Junho de 1907), filha dos 1.ºs condes da Figueira.
Casado, na freguesia de Arroios (Lisboa), a 19 de Outubro de 1869, com sua prima co-irmã:
- Maria Amália das Necessidades de Almada Pereira Cirne Peixoto (18 de Outubro de 1847 - 3 de Março de 1881[14]), filha dos 3.ºs Condes de Almada,[8] Lourenço José Maria de Almada Abreu Pereira Cirne (5 de Dezembro de 1818 — 7 de Setembro de 1874) e Maria Rita Machado de Castelo-Branco Mendonça e Vasconcelos[, filha terceira dos 1.ºs conde da Figueira, D. José Maria Rita de Castelo Branco e de D. Maria Amália Machado Eça Castro e Vasconcelos Magalhães Orosco e Ribera[14]), filha dos 3.ºs Condes de Almada.[15]

Tiveram:
- Maria Rita Pereira da Cunha (22 de Setembro de 1870).[8]
- Lourenço Pereira da Cunha (m.m.).[8]
- António Pereira da Cunha (15 de Agosto de 1874 - 1879).
- Lourenço (no crisma António) Pereira da Cunha Lobo e Castro (19 de Dezembro de 1875), casado em 28 de Janeiro de 1905 com Maria Ana de Cabedo e Vasconcelos (23 de Maio de 1884), filha dos viscondes do Zambujal. Com geração.[16]
- Maria da Conceição Pereira da Cunha (23 de Janeiro de 1877), casada em 27 de Maio de 1905, com Tomás de Ataíde de Almeida Cayola (23 de Março de 1880), oficial do exército, filho de Tomás de Almeida Cayola, major da Administração Militar, e de Júlia de Lima. Com geração.
- Sebastião Maria da Conceição Pereira da Cunha (8 de Julho de 1879 - 7 de Setembro de 1906), casado com sua prima Maria Rita de Carvalho Daun e Lorena (Pombal) e de Maria Amália Machado (Figueira).[8]